# Karl Kaser (Fotograf)

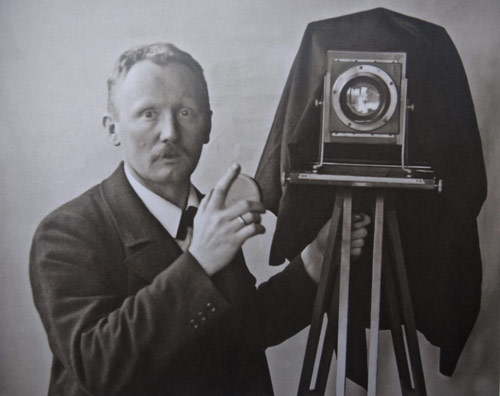
Karl Kaser

Karl Kaser (* 12. Mai 1861 in Tischnowitz (Mähren); † 19. Juni 1942 in Wien) war ein österreichischer Rechtsanwalt und Fotograf.
Der Sohn eines Notars absolvierte ein Studium der Rechtswissenschaft an der Universität Wien und gehörte seit 1880 der Wiener akademischen Burschenschaft Bruna Sudetia an. Er gründete kurz nach dem Studium eine eigene Anwaltskanzlei. Er war jedoch vor allem begeisterter Fotograf. Sein Lebenswerk umfasst mehr als 12.000 Aufnahmen, vorwiegend österreichische Motive, in Form von Glasdiapositiven und Glasnegativen. Von seinen etwa 12.000 Aufnahmen gelten heute allerdings über 3.000 als spurlos verschwunden.
Kasers fotografische Aktivitäten entfalteten sich zwischen 1898 und 1939, mit einem Höhepunkt um die Jahrhundertwende. Damals entfaltete er eine umfangreiche Tätigkeit als halbprofessioneller Fotograf, publizierte Fotos in Zeitschriften und hielt einschlägige Fachvorträge. Kaser widmete sich sowohl der Landschafts- als auch der Personenfotografie. Nach Kasers Tod wanderte sein Archiv auf einen Dachboden, wo es bis zum Jahr 2002 verblieb. Etwa 9000 Fotografien sind erhalten.
Der Enkel Kasers, Hermann Kaser, und seine Frau Hildegund bemühen sich seither um die Erhaltung und Restaurierung des Kaserschen Nachlasses. Kasers Werk waren bisher 17 Ausstellungen gewidmet, sein Werk ist in zehn Bildbänden dokumentiert.